# Portzegel

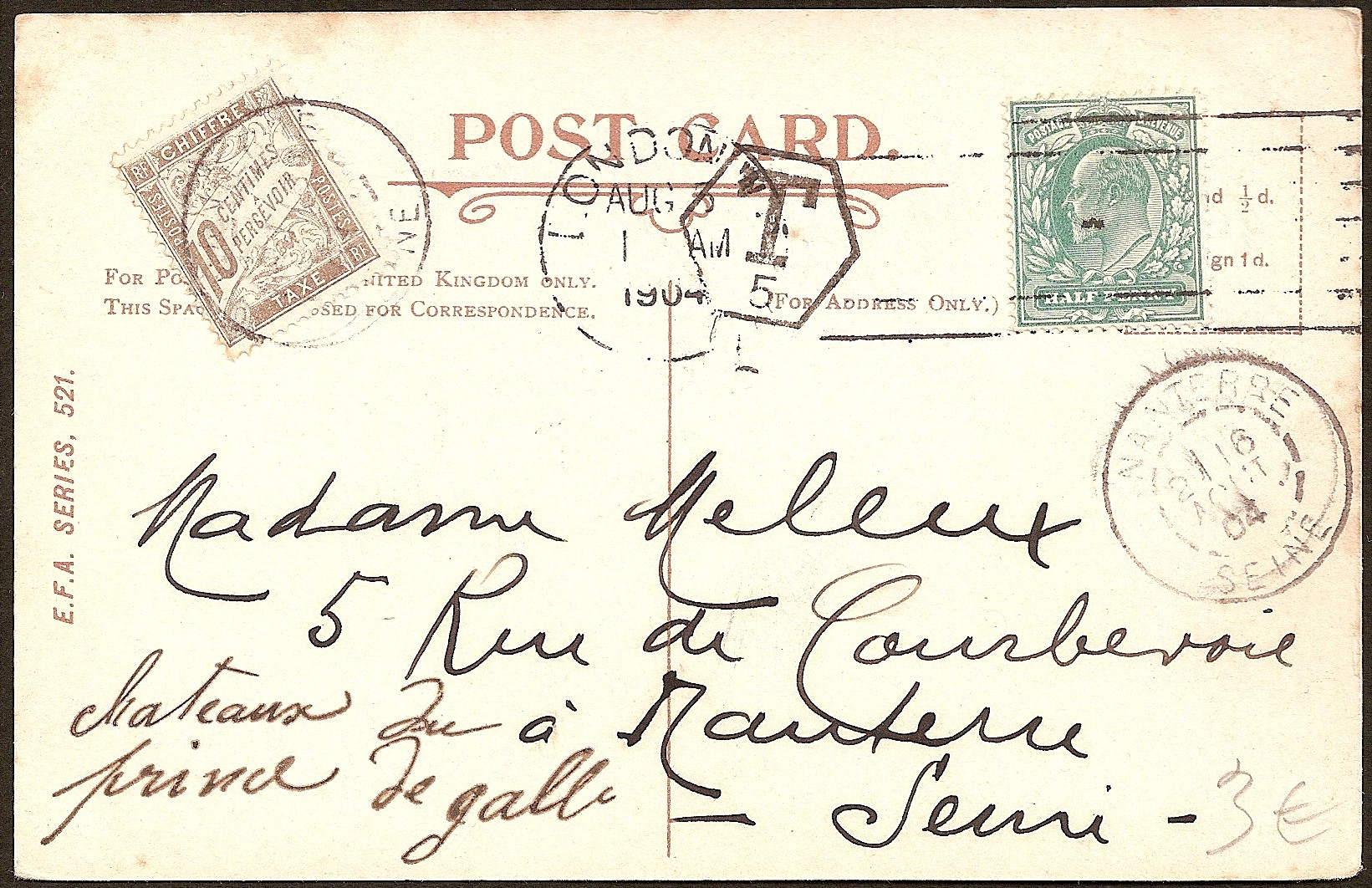
Briefkaart met Engelse postzegel en Franse portzegel; het in Engeland geplaatste T-stempel vertelt de Franse post hoeveel strafport de ontvanger verschuldigd is

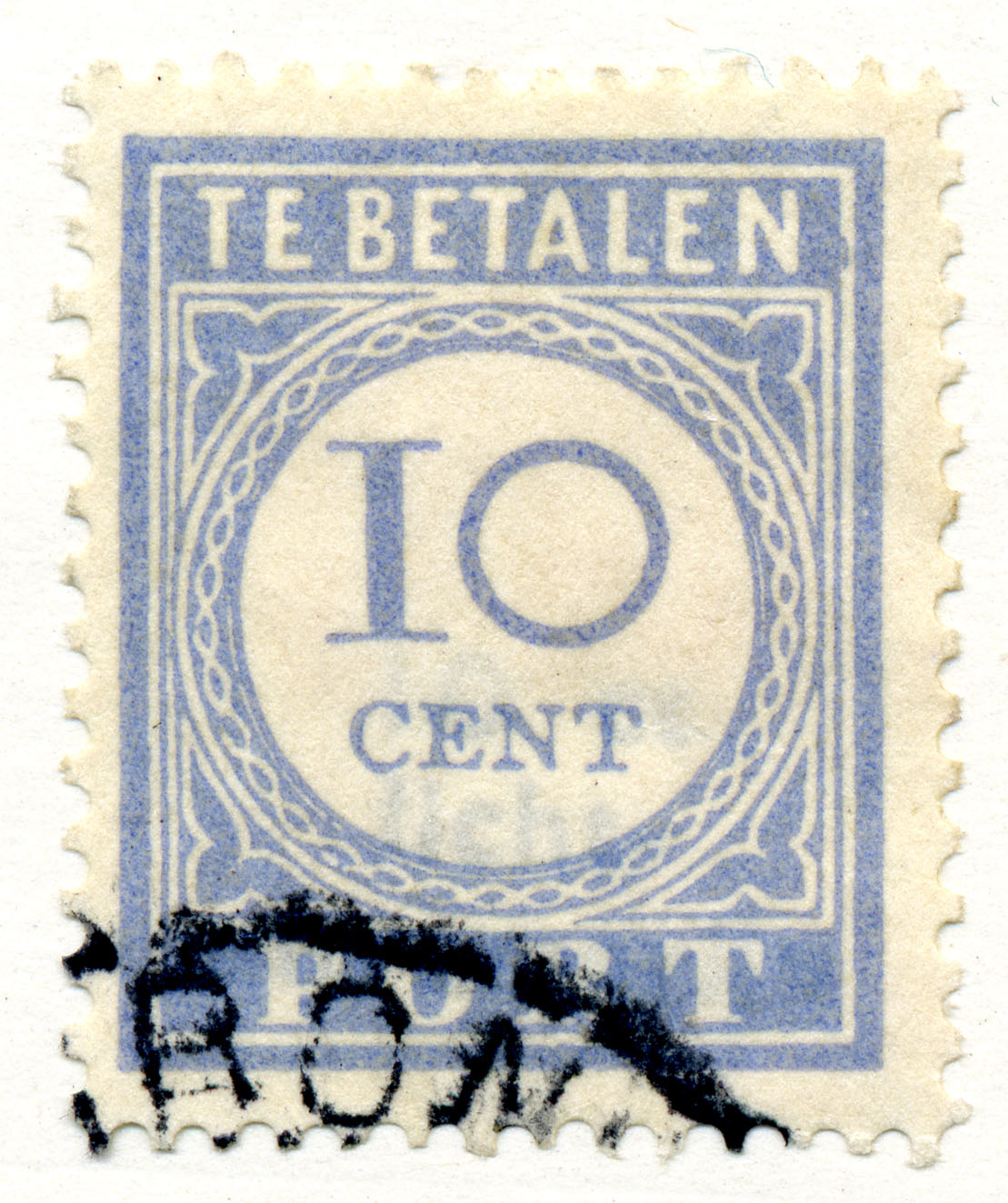
Nederlandse portzegel uit 1912

Portzegels zijn zegels die door de posterijen werden gebruikt om bij niet of onvoldoende gefrankeerde poststukken de kosten van verzending op de geadresseerde te verhalen. Deze portzegels werden gebruikt als alternatief voor het simpelweg terugsturen van een poststuk naar de afzender. De betreffende stukken werden ook gemerkt met een hoofdletter "T". Meestal gebeurde dat met een handstempel. De T staat voor het Franse woord Taxe, voluit "taxe à percevoir", wat "te betalen port" betekent. Naast of onder de T was in inkt de verschuldigde extra port aangegeven.
Frankrijk was in 1859 het eerste land dat portzegels uitgaf. Daar deze zegels meestal alleen voor binnenlands gebruik zijn en een specifieke functie hebben, zijn portzegels vaak van een eenvoudig ontwerp met slechts een waardeaanduiding en eventueel het landswapen. In Nederland en België verschenen de eerste portzegels in 1870.
Portzegels worden ook postfris verzameld. Dit is eigenlijk curieus, omdat het publiek de portzegels niet kon gebruiken. De posterijen waren doorgaans zeer welwillend om portzegels tegen de nominale waarde aan verzamelaars te verkopen.
Portzegels zijn in Nederland (sinds 1 augustus 1966) en België niet meer in gebruik, er worden nu stempels gebruikt.

## Opschrift per land
Omdat vaak een landsnaam ontbreekt moet de herkomst van de portzegel aan de hand van andere kenmerken worden vastgesteld.
- Te betalen — Nederland (blauw), Nederlands-Indië, Suriname (lila, paars), Curaçao (groen)
- A payer / Te betalen — België
- À percevoir — Frankrijk

## Nederlands-Nieuw-Guinea
In Nederlands-Nieuw-Guinea werden aanvankelijk Nederlandse portzegels gebruikt. Een dergelijk gebruik overzee is alleen vast te stellen aan de hand van de afstempeling of bij portzegels op een poststuk.